# Bala (Film)
Bala ist ein kurzer Dokumentarfilm von Satyajit Ray aus dem Jahr 1976 über die tamilische Bharatanatyam-Tänzerin Balasaraswati (1918–1984). Höhepunkt ist ein lyrisches Varnam am Ende des Films, das ihre tänzerischen Qualitäten herausstellt.

## Hintergrund
Ray sah die Tänzerin zum ersten Mal 1935 in Kolkata. 1966 wollte er einen Film über sie drehen, kam jedoch erst zehn Jahre später dazu. Den Wert des Films schätzte Ray als rein historisch ein – er hat seltene Filmaufnahmen der Tänzerin für zukünftige Generationen festgehalten. Balasaraswati selbst war schüchtern Englisch zu sprechen und verweigerte Aussagen zu ihrem frühen Leben, da Tanzen zu jener Zeit in der höheren indischen Gesellschaft noch mit Prostitution gleichgesetzt wurde.